# Ксантановая камедь

Структурная формула ксантана

 Ксанта́новая каме́дь (ксанта́н) — природное химическое соединение (C35H49O29)n, пищевая добавка Е415, относится к группе стабилизаторов.
По химической природе ксантановая камедь представляет собой полисахарид, полученный путём ферментации с использованием бактерии Xanthomonas campestris. В жизненном цикле бактерий служит им защитой от вирусов и пересыхания, поэтому может использоваться в косметических средствах для увлажнения кожи. Производство ксантана основано на аэробном брожении в водном растворе углеводов, источника азота и др, после чего среду пастеризуют и осаждают спиртом или очищают методом микрофильтрации.
Свойства ксантана регулируют, изменяя условия жизни бактерий. Главная цепь полимера идентична молекуле целлюлозы. Ответвления представляют собой остатки молекул глюкозы, маннозы, глюкуроновой кислоты, а также пировинограднокислые (пируватные) и ацетильные группы. Число пируватных групп определяет вязкость водных растворов ксантана. Для пищевых целей кислотные группы нейтрализуют, переводя ксантан в калиевые, натриевые или кальциевые соли.

## Применение
Ксантановая камедь используется в пищевых системах в качестве загустителей, гелеобразователей и стабилизаторов. Она хорошо растворима в холодной и горячей воде, молоке, а также в растворах соли и сахара. Молекулы ксантана адсорбируют воду с образованием трёхмерной сетки из двойных спиралей ксантана, по структуре близкой с гелем, но отличающейся меньшей вязкостью. В связи с этим, ксантан обычно используют как загуститель или стабилизатор, а не гелеобразователь.
Применение ксантановой камеди позволяет:
- увеличить вязкость и эластичность фарша;
- получить более стабильную и пластичную структуру готового продукта;
- уменьшить потери влаги при термообработке и последующем хранении готовых продуктов.

Раствор ксантана устойчив к ферментам, спиртам, ПАВ, кислотам (кроме соляной) и щелочам, высоким (до 120ºС) и низким (до −18ºС) температурам. В смеси с другими камедями эффект загущения выше, чем для каждого загустителя в отдельности. Для раствора ксантана характерны высокие значения вязкости в диапазоне pH от 2 до 12 и псевдопластичности. Благодаря этим свойствам формирует хорошую структуру, долгосрочно стабилизирует продукты и удлиняет сроки их хранения. Широко используется в производстве соусов, молочных продуктов, мороженого, десертов, хлебобулочных изделий, напитков и др.
Помимо пищевой и косметической промышленности, ксантановая камедь применяется в процессах добычи нефти и газа. Ксантановая смола применяется в качестве структурообразователя в буровых растворах на водной основе, как пресных, так и сильно минерализованных. Ксантановая смола обладает свойствами, желательными для растворов, применяемых при закачивании и капитальном ремонте скважин. Ксантановая смола не является материалом для регулирования фильтрации, однако она хорошо сочетается с понизителями фильтрации, такими как КМЦ Ксантановую смолу используют в концентрациях от 0,6 до 6 кг/м3 .